# Jürgen Kroneberg
Jürgen Kroneberg (* 13. Juni 1949; † 9. Februar 2019) war 1994 bis 1997 Oberkreisdirektor des Rheinisch-Bergischen Kreises und seit dem Jahr 2000 Aufsichtsratsvorsitzender der Energiebörse EEX.

## Vita
Jürgen Kroneberg war promovierter Jurist, er studierte von 1971 bis 1976 Rechtswissenschaften an der Universität Bielefeld. In den folgenden zwei Jahren war er als Referendar in Osnabrück tätig. Seine Promotion erfolgte auf dem Gebiet des Aktienrechtes.  Nach einer Tätigkeit als Rechtsanwalt in Bremen war er ab 1983 persönlicher Referent des damaligen niedersächsischen Innenministers Egbert Möcklinghoff. Von 1989 bis 1993 war er Kreisdirektor im Kreis Steinfurt.  Am 1. Januar 1994 wurde Jürgen Kroneberg zum Oberkreisdirektor des Rheinisch-Bergischen Kreises gewählt. In dieser Funktion war er bis zum 30. April 1997 tätig. In einem Nachruf des Rheinisch-Bergischen Kreises werden seine Bestrebungen hervorgehoben, den Kreis zu einem modernen, bürgerorientierten Dienstleistungsunternehmen weiterzuentwickeln.
1997 wurde er Mitglied des Vorstands der RWE Energie AG. Zuständig war er für die Bereiche Vertrieb in Deutschland und Benelux sowie Rechtsfragen. Von 2000 bis 2003 trug er als Mitglied des Vorstands der RWE Net AG Verantwortung für das Ressort Vertrieb/Recht und wechselte danach in den Vorstand der RWE Energy AG. Nach seinem Ausscheiden im Juni 2009 war er zunächst Rechtsanwalt bei Clifford Chance und ab April 2015 Rechtsanwalt bei White & Case in Düsseldorf.
Ab dem Jahr 2000 bis zu seinem Tod leitete er den Aufsichtsrat der Energiebörse EEX.